# Seddera latifolia
Seddera latifolia är en vindeväxtart som beskrevs av Ferdinand von Hochstetter och Steud. Seddera latifolia ingår i släktet Seddera och familjen vindeväxter. Inga underarter finns listade i Catalogue of Life.